# Reinhard Hüttl
Reinhard F. Hüttl (* 1. Januar 1957 in Regensburg) ist ein deutscher Forst- und Bodenwissenschaftler und war von 2007 bis zu seiner fristlosen Kündigung Ende Januar 2021 Leiter des GeoForschungsZentrums Potsdam (heute: Deutsches GeoForschungsZentrum), einem Institut der Helmholtz-Gemeinschaft. Er hat zahlreiche Ämter in Gremien der wissenschaftlichen Selbstverwaltung inne und ist Mitglied mehrerer wissenschaftlicher Akademien.

## Leben
Hüttl studierte von 1978 bis 1983 Forst- und Bodenwissenschaften an der Albert-Ludwigs-Universität in Freiburg im Breisgau und an der Oregon State University. 1984 bis 1985 war er wissenschaftlicher Mitarbeiter am Institut für Bodenkunde der Universität Freiburg, wo er 1986 promoviert wurde.
Von 1986 bis 1992 war er Leiter des internationalen Forschungsreferates beim Bergbauunternehmen Kali und Salz in Kassel, parallel dazu war er Habilitand an der Universität Freiburg, wo er sich 1991 habilitierte.
Nach einer Vertretungsprofessur in Hawaii (1990–1991) war er von 1992 bis 1995 Leiter des Instituts für Wald- und Forstökologie im Zentrum für Agrarlandschafts- und Landnutzungsforschung (ZALF) in Eberswalde. Seit Januar 1993 ist er Inhaber des Lehrstuhls für Bodenschutz und Rekultivierung an der Brandenburgischen Technischen Universität (BTU) in Cottbus. Von 1993 bis 2000 war er Vizepräsident dieser Universität.
Von 1996 bis 2000 war er Mitglied des Sachverständigenrats für Umweltfragen.
Seit 1995 ist er ordentliches Mitglied der Berlin-Brandenburgischen Akademie der Wissenschaften (BBAW), seit 2006 Mitglied der Königlich Schwedischen Akademie für Land- und Forstwirtschaft und der Österreichischen Akademie der Wissenschaften. 2011 wurde er als ordentliches Mitglied in die Academia Europaea aufgenommen. Von 2000 bis 2006 war er Mitglied des Wissenschaftsrates, ab 2003 Vorsitzender der Wissenschaftlichen Kommission des Rates.
Von Oktober 2008 bis Februar 2017 war er einer von zwei Präsidenten von acatech – Deutsche Akademie der Technikwissenschaften. Von 2005 bis 2008 war er Vizepräsident der Akademie und bekleidet dieses Amt wieder seit Februar 2017. Hüttl war Mitglied der Ethikkommission für eine sichere Energieversorgung, die von März bis Mai 2011 aktiv war. Hüttl ist seit 2009 Mitglied im Bioökonomierat (BÖR) und war von 2009 bis 2012 Vorsitzender.
Hüttl wurde 2008 Mitglied des Aufsichtsrats der BMW Group. 2018 erfolgte die Wiederwahl „für eine Amtszeit bis zur Beendigung der Hauptversammlung, die über die Entlastung für das Geschäftsjahr 2022 entscheidet“. Er wurde jedoch bereits im März 2022 aus dem Aufsichtsrat verabschiedet auf der Hauptversammlung, die über die Entlastung für das Geschäftsjahr 2021 entschied.

### Betrugsaffäre
Auf Grund von gegen seine Person anonym erhobenen Korruptionsvorwürfen sah sich Reinhard Hüttl gezwungen, seine Leitungsfunktion im Deutschen GeoForschungsZentrum ab Ende Oktober 2020 bis zur Aufklärung des zur Last gelegten Sachverhalts ruhen zu lassen. Zu diesem Zeitpunkt ermittelte die Staatsanwaltschaft wegen Verdachts auf Untreue, Betrug und Vorteilsannahme. Am 26. Januar 2021 wurde Hüttl vom Kuratorium des GFZ fristlos gekündigt. Eine Mitgliedschaft beim Institute for Advanced Sustainability Studies ruht seitdem. Zum 1. Februar 2021 trat er vom Amt des Vizepräsidenten der BBAW zurück. Viele Posten von Hüttl, einem der bestvernetzten Politikberater Deutschlands, ruhen derzeit, andere hat er verlassen. Im November 2021 akzeptierte er einen gegen ihn wegen Betrugs in 21 Fällen erlassenen Strafbefehl des Amtsgerichts Potsdam und gab zu, Spesen nicht ordnungsgemäß abgerechnet zu haben.
Seit Februar 2021 ist Hüttl Geschäftsführer der European Energy Innovation GmbH auf dem EUREF-Campus in Berlin.

## Ehrungen
- 2004: Ehrendoktorwürde der Universität für Bodenkultur Wien
- 2008: Verdienstkreuz 1. Klasse der Bundesrepublik Deutschland